# Copa Libertadores 1971
Navigation
Édition précédente Édition suivante
La Copa Libertadores 1971 est la 12e édition de la Copa Libertadores. Le club vainqueur de la compétition est désigné champion d'Amérique du Sud 1971 et se qualifie pour la Coupe intercontinentale 1971 et la Copa Interamericana 1971.
C'est la formation uruguayenne du Club Nacional de Football qui est sacrée cette année après avoir disposé en finale du triple tenant du titre, les Argentins d'Estudiantes de La Plata. C'est le tout premier titre continental du Nacional après trois revers en finale dans les années 1960. Son attaquant argentin Luis Artime est sacré meilleur buteur avec dix buts inscrits.
La compétition évolue une nouvelle fois pour prendre un format qui va perdurer jusqu'en 1988. Les vingt équipes engagées sont réparties en cinq poules de quatre (avec pour chaque poule deux clubs de deux pays). Seul le premier de chaque groupe accède au deuxième tour, qui remplace les demi-finales, où ils sont rejoints par le tenant du titre. Deux poules de trois sont formées et le meilleur de chaque poule se qualifie pour la finale, jouée en matchs aller-retour, avec un match d'appui éventuel en cas d'égalité sur les deux rencontres.

## Clubs participants
- Estudiantes de La Plata - Tenant du titre
- Club Atlético Boca Juniors - Champion d'Argentine 1970
- CA Rosario Central - Vice-champion d'Argentine 1970
- Chaco Petrolero - Vainqueur de la Copa Simón Bolivar 1970
- The Strongest La Paz - Finaliste de la Copa Simón Bolivar 1970
- Fluminense Football Club - Vainqueur du Tournoi Roberto Gomes Pedrosa 1970
- Sociedade Esportiva Palmeiras - Finaliste du Tournoi Roberto Gomes Pedrosa 1970
- CSD Colo-Colo - Champion du Chili 1970
- Club de Deportes Unión Española - Vice-champion du Chili 1970
- Asociación Deportivo Cali - Champion de Colombie 1970
- Corporación Popular Deportiva Junior - Vice-champion de Colombie 1970
- Barcelona Sporting Club - Champion d'Équateur 1970
- Club Sport Emelec - Vice-champion d'Équateur 1970
- Cerro Porteño - Champion du Paraguay 1970
- Club Guaraní - Vice-champion du Paraguay 1970
- Club Sporting Cristal - Champion du Pérou 1970
- Club Universitario de Deportes - Vice-champion du Pérou 1970
- Club Nacional de Football - Champion d'Uruguay 1970
- Club Atlético Peñarol - Vice-champion d'Uruguay 1970
- Deportivo Galicia - Champion du Venezuela 1970
- Deportivo Italia - Vice-champion du Venezuela 1970

## Compétition

### Premier tour
| Rang | Équipe                         | Pts | J | G | N | P | Bp | Bc | Diff |  | Résultats (▼ dom., ► ext.)     | Uni | Ros | Boc | Cri |
| ---- | ------------------------------ | --- | - | - | - | - | -- | -- | ---- |  | ------------------------------ | --- | --- | --- | --- |
| 1    | Club Universitario de Deportes | 9   | 6 | 3 | 3 | 0 | 8  | 4  | +4   |  | Club Universitario de Deportes |     | 3-2 | 0-0 | 3-0 |
| 2    | CA Rosario Central             | 7   | 6 | 3 | 1 | 2 | 11 | 8  | +3   |  | CA Rosario Central             | 2-2 |     | 0-0 | 4-0 |
| 3    | Club Atlético Boca Juniors     | 4   | 6 | 1 | 2 | 3 | 4  | 5  | -1   |  | Club Atlético Boca Juniors     | 0-0 | 2-1 |     | 2-2 |
| 4    | Club Sporting Cristal          | 4   | 6 | 1 | 2 | 3 | 5  | 11 | -6   |  | Club Sporting Cristal          | 0-0 | 1-2 | 2-0 |     |

| Rang | Équipe                    | Pts | J | G | N | P | Bp | Bc | Diff |  | Résultats (▼ dom., ► ext.) | Nac | Peñ | Cha | Str |
| ---- | ------------------------- | --- | - | - | - | - | -- | -- | ---- |  | -------------------------- | --- | --- | --- | --- |
| 1    | Club Nacional de Football | 11  | 6 | 5 | 1 | 0 | 14 | 2  | +12  |  | Club Nacional de Football  |     | 2-1 | 3-0 | 5-0 |
| 2    | Club Atlético Peñarol     | 7   | 6 | 3 | 1 | 2 | 14 | 6  | +8   |  | Club Atlético Peñarol      | 0-2 |     | 1-0 | 9-0 |
| 3    | Chaco Petrolero           | 3   | 6 | 1 | 1 | 4 | 5  | 9  | -4   |  | Chaco Petrolero            | 0-1 | 1-1 |     | 1-2 |
| 4    | The Strongest La Paz      | 3   | 6 | 1 | 1 | 4 | 5  | 21 | -16  |  | The Strongest La Paz       | 1-1 | 1-2 | 1-3 |     |

| Rang | Équipe                   | Pts | J | G | N | P | Bp | Bc | Diff |  | Résultats (▼ dom., ► ext.) | Pal | Flu | Ita | Gal |
| ---- | ------------------------ | --- | - | - | - | - | -- | -- | ---- |  | -------------------------- | --- | --- | --- | --- |
| 1    | SE Palmeiras             | 10  | 6 | 5 | 0 | 1 | 13 | 5  | +8   |  | SE Palmeiras               |     | 0-2 | 1-0 | 3-0 |
| 2    | Fluminense Football Club | 8   | 6 | 4 | 0 | 2 | 16 | 6  | +10  |  | Fluminense Football Club   | 1-3 |     | 0-1 | 4-1 |
| 3    | Deportivo Italia         | 5   | 6 | 2 | 1 | 3 | 7  | 15 | -8   |  | Deportivo Italia           | 0-3 | 0-6 |     | 3-2 |
| 4    | Deportivo Galicia        | 1   | 6 | 0 | 1 | 5 | 9  | 19 | -10  |  | Deportivo Galicia          | 2-3 | 1-3 | 3-3 |     |

| Rang | Équipe            | Pts | J | G | N | P | Bp | Bc | Diff |  | Résultats (▼ dom., ► ext.) | UEs | CPo | Col | Gua |
| ---- | ----------------- | --- | - | - | - | - | -- | -- | ---- |  | -------------------------- | --- | --- | --- | --- |
| 1    | CD Unión Española | 7   | 6 | 2 | 3 | 1 | 7  | 6  | +1   |  | CD Unión Española          |     | 0-0 | 1-1 | 2-1 |
| 2    | Cerro Porteño     | 6   | 6 | 1 | 4 | 1 | 5  | 5  | 0    |  | Cerro Porteño              | 2-1 |     | 0-0 | 1-1 |
| 3    | CSD Colo-Colo     | 6   | 6 | 2 | 2 | 2 | 6  | 7  | -1   |  | CSD Colo-Colo              | 1-2 | 1-0 |     | 3-2 |
| 4    | Club Guaraní      | 5   | 6 | 1 | 3 | 2 | 9  | 9  | 0    |  | Club Guaraní               | 1-1 | 2-2 | 2-0 |     |

| Rang | Équipe                    | Pts | J | G | N | P | Bp | Bc | Diff |  | Résultats (▼ dom., ► ext.) | Bar | Eme | Cal | Jun |
| ---- | ------------------------- | --- | - | - | - | - | -- | -- | ---- |  | -------------------------- | --- | --- | --- | --- |
| 1    | Barcelona Sporting Club   | 7   | 6 | 3 | 1 | 2 | 8  | 6  | +2   |  | Barcelona Sporting Club    |     | 0-1 | 1-0 | 3-1 |
| 2    | Club Sport Emelec         | 7   | 6 | 2 | 3 | 1 | 6  | 4  | +2   |  | Club Sport Emelec          | 1-1 |     | 3-1 | 1-1 |
| 3    | Asociación Deportivo Cali | 6   | 6 | 3 | 0 | 3 | 5  | 5  | 0    |  | Asociación Deportivo Cali  | 3-1 | 1-0 |     | 2-0 |
| 4    | Junior Barranquilla       | 4   | 6 | 1 | 2 | 3 | 4  | 9  | -5   |  | Junior Barranquilla        | 0-2 | 0-0 | 2-1 |     |

| Match d'appui pour la 1re place | Barcelona Sporting Club     | 3 - 0 | Club Sport Emelec | Estadio Modelo, Guayaquil |  |
| 31 mars 1971                    | P.Alvarez · Basurco · Muñoz |       |                   |                           |  |

### Deuxième tour
| Rang | Équipe                         | Pts | J | G | N | P | Bp | Bc | Diff |  | Résultats (▼ dom., ► ext.)     | Nac | Pal | Uni |
| ---- | ------------------------------ | --- | - | - | - | - | -- | -- | ---- |  | ------------------------------ | --- | --- | --- |
| 1    | Club Nacional de Football      | 7   | 4 | 3 | 1 | 0 | 9  | 1  | +8   |  | Club Nacional de Football      |     | 3-1 | 3-0 |
| 2    | Sociedade Esportiva Palmeiras  | 4   | 4 | 2 | 0 | 2 | 6  | 7  | -1   |  | Sociedade Esportiva Palmeiras  | 0-3 |     | 3-0 |
| 3    | Club Universitario de Deportes | 1   | 4 | 0 | 1 | 3 | 1  | 8  | -7   |  | Club Universitario de Deportes | 0-0 | 1-2 |     |

| Rang | Équipe                          | Pts | J | G | N | P | Bp | Bc | Diff |  | Résultats (▼ dom., ► ext.)      | Est | Bar | Uni |
| ---- | ------------------------------- | --- | - | - | - | - | -- | -- | ---- |  | ------------------------------- | --- | --- | --- |
| 1    | Estudiantes de La PlataT        | 6   | 4 | 3 | 0 | 1 | 4  | 2  | +2   |  | Estudiantes de La Plata         |     | 0-1 | 2-1 |
| 2    | Barcelona Sporting Club         | 4   | 4 | 2 | 0 | 2 | 3  | 4  | -1   |  | Barcelona Sporting Club         | 0-1 |     | 1-0 |
| 3    | Club de Deportes Unión Española | 2   | 4 | 1 | 0 | 3 | 4  | 5  | -1   |  | Club de Deportes Unión Española | 0-1 | 3-1 |     |

### Finale
| 26 mai 1971 | Estudiantes de La Plata | 1 – 0 | Club Nacional de Football | Estadio Jorge Luis Hirschi, La Plata           |                                                |
|             | Romeo 60e               |       |                           | Spectateurs : 30 000 Arbitrage : Mario Canessa | Spectateurs : 30 000 Arbitrage : Mario Canessa |

| 2 juin 1971 | Club Nacional de Football | 1 – 0 | Estudiantes de La Plata | Stade Centenario, Montevideo                       |                                                    |
|             | Masnik 28e                |       |                         | Spectateurs : 70 000 Arbitrage : José Favilli Neto | Spectateurs : 70 000 Arbitrage : José Favilli Neto |

| 9 juin 1971 | Club Nacional de Football  | 2 – 0 | Estudiantes de La Plata | Estadio Nacional, Lima                             |                                                    |
|             | Espárrago 22e · Artime 65e |       |                         | Spectateurs : 41 000 Arbitrage : Rafael Hormázabal | Spectateurs : 41 000 Arbitrage : Rafael Hormázabal |

| Vainqueur de la Copa Libertadores 1971 |
| -------------------------------------- |
| Club Nacional Premier titre            |